# فيك ايكبرج
فيك ايكبرج (بالإنجليزية: Vic Ekberg)‏ هو لاعب هوكي الجليد أسترالي، ولد في 16 يونيو 1932.

## وصلات خارجية
- فيك ايكبرج على موقع EliteProspects.com (الإنجليزية)
- فيك ايكبرج على موقع أوليمبيديا (الإنجليزية)
- فيك ايكبرج على موقع اللجنة الأولمبية الأسترالية (الإنجليزية)